# Liste von Persönlichkeiten aus Biasca
Diese Liste enthält in Biasca geborene Persönlichkeiten und solche, die in Biasca ihren Wirkungskreis hatten, ohne dort geboren zu sein. Die Liste erhebt keinen Anspruch auf Vollständigkeit.

## Persönlichkeiten
(Sortierung nach Geburtsjahr)
- Adelsfamilie Orelli. 

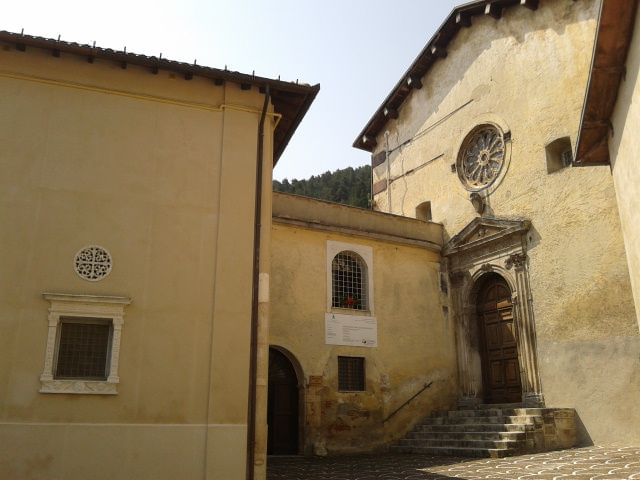
Martino de Biasca: Portal, Kirche Santi Cosma e Damiano, Tagliacozzo 1452.

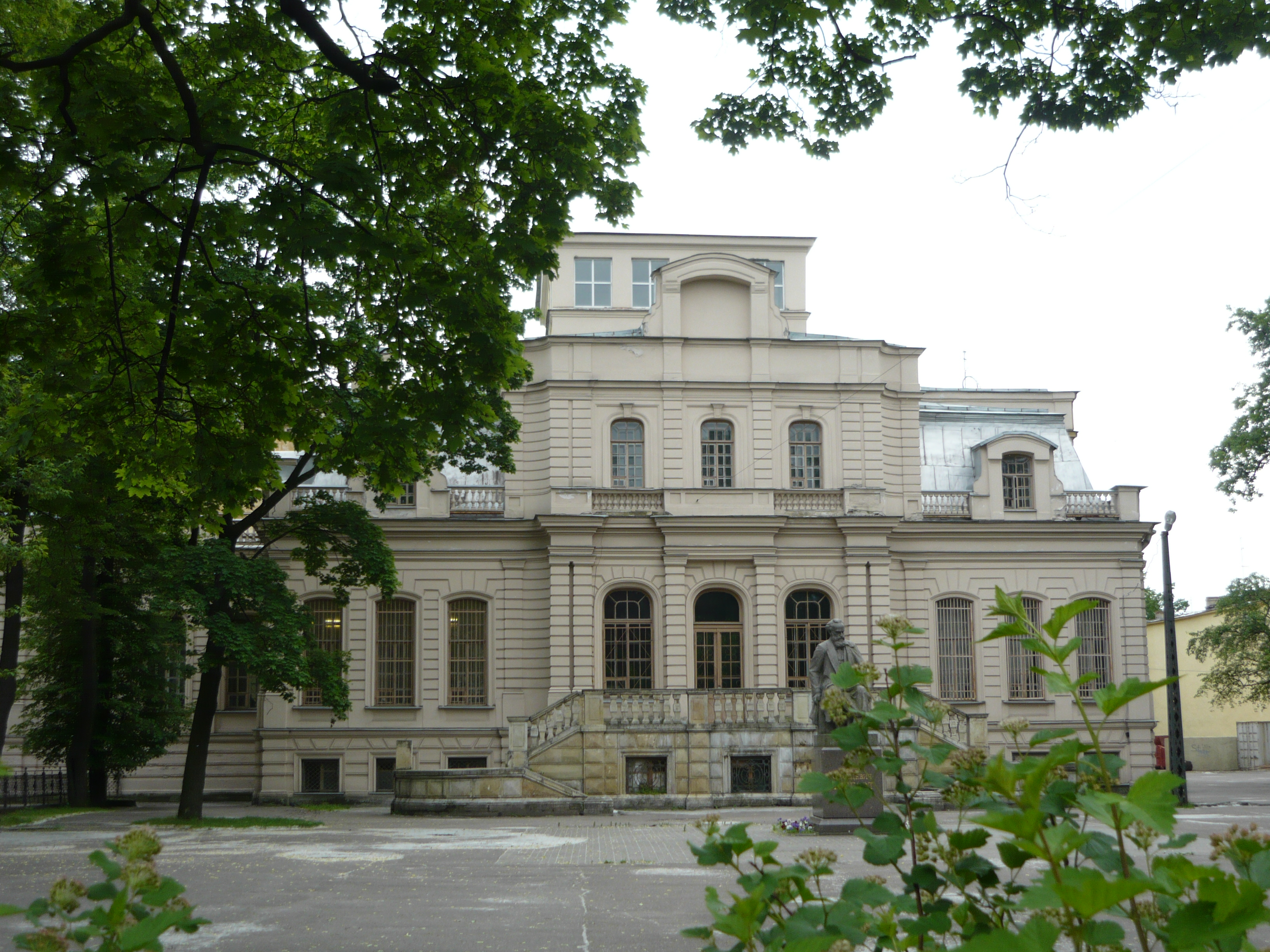
Ippolito Monighetti: Palast des Großfürsten Alexander Michailowitsch Woronzow St. Petersburg 1857.

Guido Calgari (1958)

Massimo Pini Nationalrat (1983)

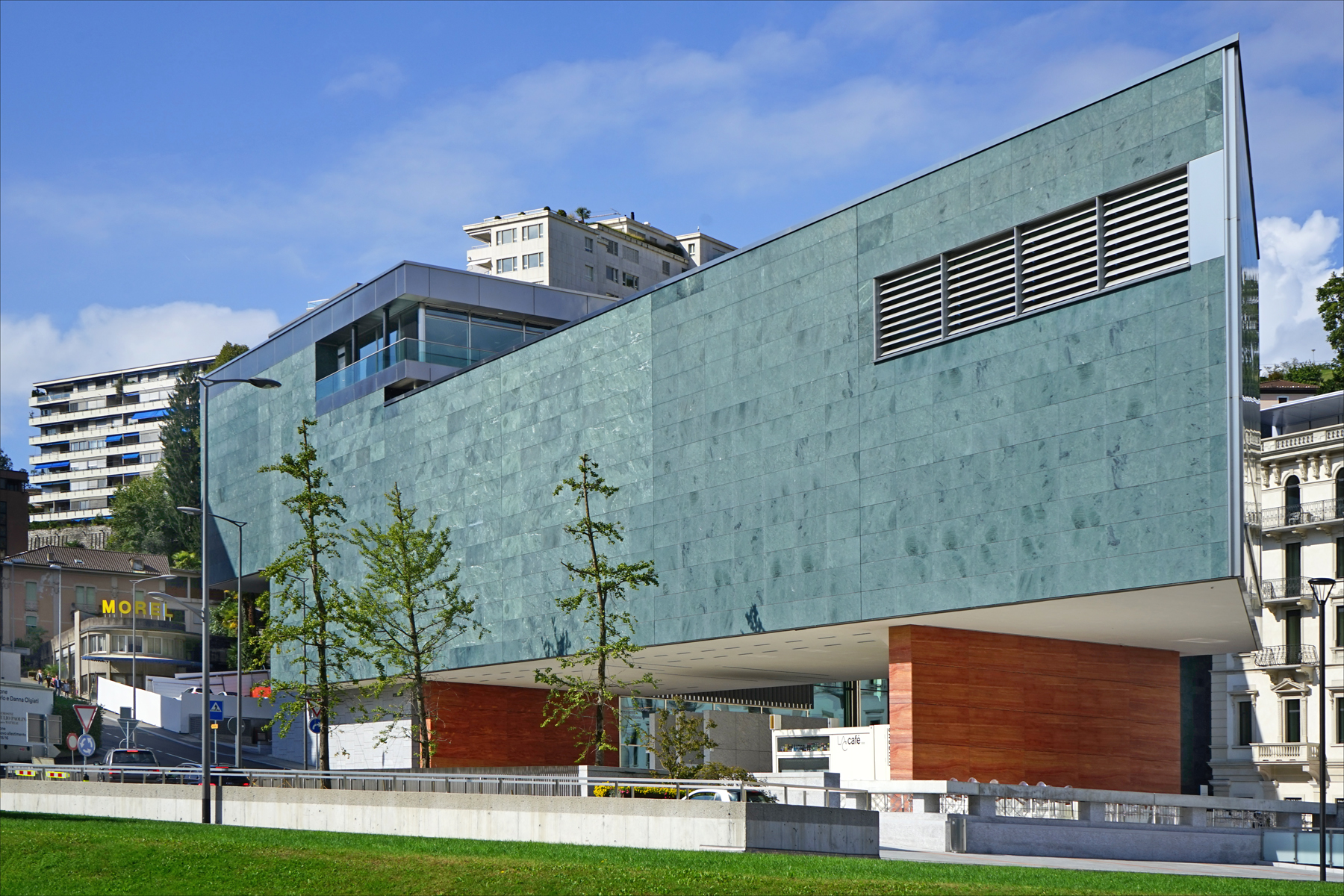
Ivano Gianola: Le Lac, Südfassade

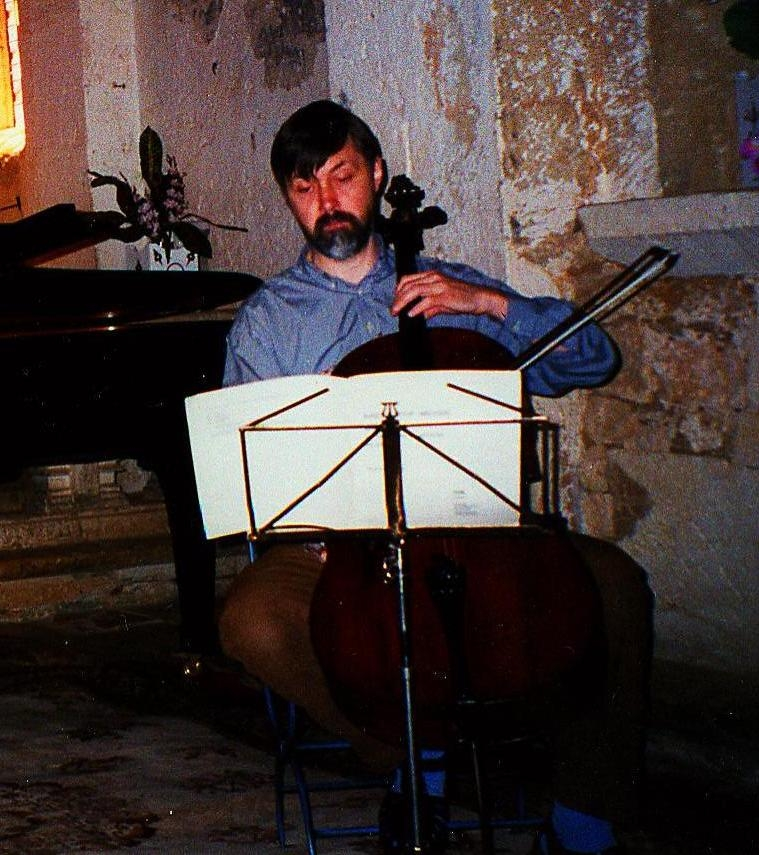
Ivan Monighetti.

  - Vilfredo Orelli (* um 1160 in Locarno; † vor dem 25. Juli 1205 ebenda), erster Podestà (Rektor) von Biasca[1]
  - Guido Orelli (Erstmals erwähnt 1282–1314), Sohn des Matteo, Avogadro und Rektor von Blenio
  - Enrico Orelli (* um 1260 in Locarno; † vor dem 9. Januar 1311 ebenda), Sohn des Simone, Podestà von Biasca[2]

- Giacomo Bianchi (* um 1275 in Biasca ?; † nach 1312 ebenda), Priester, Propst von Biasca 1312[3]
- Martino de Biasca (* um 1420 in Biasca; † nach 1452 ebenda), Bildhauer schuf das Portal der Kirche Santi Cosma e Damiano von Tagliacozzo[4]
- Angelino Ferrari (* um 1420 in Biasca ?; † nach 1484 ebenda), Propst der Stiftskirche Santi Pietro e Paolo von Biasca von 1458 bis 1484[5]
- Giovanni Battista Pellanda (* 1541 in Biasca; † 9. März 1615 ebenda), Grundbesitzer, Statthalter, Ritter vom güldenen Sporn. Die Casa Cavalier Pellanda ist Kulturzentrum und Museum[6]
- Giovanni Basso (* Mai 1552 in Airolo; † 13. Oktober 1629 in Biasca), erzbischöflicher Vikar[7]
- Camillo Procaccini (1561–1629), Maler und Freskant des späten Manierismus
- Antonio Moro (* 1597 in Mailand ?; † 21. Dezember 1662 in Biasca), Oblate, Provisitator der ambrosianische Täler[8]

- Familie Monighetti. 
  - Costantino Monighetti (1818–1895), Schweizer Rechtsanwalt, Richter, Politiker der Radikalen, Tessiner Grossrat und Ständerat
  - Ippolito Monighetti (1819–1878), Architekt in St. Petersburg
  - Antonio Monighetti (* 13. Dezember 1826 in Biasca; † 24. Oktober 1891 ebenda), Arzt, Politiker, Tessiner Grossrat[9]
  - Ivan Monighetti (* 1948), Musiker, Cellist und Dirigent in Riga

- Fabrizio Maffi (* 2. Oktober 1868 in San Zenone al Po; † 23. Februar 1955 in Cavi di Lavagna), italienischer Arzt und Politiker[10]
- Angelo Cassina (* 12. Juli 1875 in Biasca; † 14. Juli 1963 in Bellinzona), Kunstmaler, Xylograf, Dozent und Journalist. Er schuf Linoleographie, Tessiner Landschaften und Szenen aus dem Tessiner Leben, Illustrationen für Quadri di storia ticinese von Eligio Pometta (1925)[11]
- Carlo Maggini (* 15. Januar 1877 in Giornico; † 19. August 1941 in Bellinzona), Anwalt, Zeitung-Redakteur und Politiker[12]
- Charles Maggini (* 1894 in San Benito (Kalifornien); † 1982 in San José), aus Val Pontirone, Rodeo-Weltmeister[13]
- Giovanni Laini (* 23. November 1899 in Biasca; † 10. Februar 1986 in Savosa), aus Biasca, Geisteswissenschaftler, Schriftsteller[14]
- Aldo Forni (* 30. August 1901 in Biasca; † 5. Juni 1911 ebenda), Tessiner Grossrat, Richter des Appellationsgerichts[15]
- Alfredo Leber (1902–1983), Priester, Journalist, Direktor der Zeitung Giornale del Popolo, Ehrendoktor der Päpstliche Lateranuniversität
- Guido Calgari (1905–1969), Schriftsteller, Historiker, Politiker (FDP.Die Liberalen) und Hochschullehrer
- Aleardo Pini (1907–1958), Jurist und Politiker (FDP.Die Liberalen)
- Vittorio Castelnuovo (* 1915 in Osogna; † September 2005 in Biasca), Schweizer Sänger, Akkordeonist und Komponist[16][17]
- Plinio Cioccari (* 25. Januar 1918 in Biasca; † 5. Dezember 2008 San Nazzaro TI), Politiker (FDP.Die Liberalen), Staatsrat[18]
- Bruno Heiz (* 27. Oktober 1918 in Biasca; † 3. Dezember 2012 in Basel), Maler, Grafiker, Zeichner, Wandmaler[19]
- Cerere Columberg (* 1920 in Biasca; † 15. November 1999 ebenda), Politikerin, Pazifistin[20]
- Raffaella Columberg (* 19. April 1926 in Biasca; † 10. Mai 2007 ebenda), Keramikerin, Politikerin, Pazifistin[21]
- Lauro Tognola (* 1933 in Locarno; † 1. Dezember 2016 ebenda), Gymnasiallehrer, Schriftsteller, Journalist, ehemaliger Direktor des Lehrerseminars von Locarno, Präsident der Alliance française wohnte in Cugnasco[22][23]
- Massimo Pini (1936–2003), Jurist und Politiker (FDP.Die Liberalen), Nationalrat, Europeist
- Ivano Gianola (* 16. Februar 1944 in Biasca), Architekt
- Giuseppe Vaccaro (* 26. Oktober 1944 in Satriano), Maler, Zeichner, Bildhauer und Grafiker[24]
- Donatello Poggi (* 7. April 1956 in Biasca; † 17. März 2024 in Giornico), Handwerksmeister Officine Schweizerische Bundesbahnen, Politiker (Partei der Arbeit der Schweiz, Lega dei Ticinesi), Tessiner Grossrat[25], Gemeinderat und Vizegemeindepräsident von Giornico
- Giovanni Rossetti (* 1967 in Personico), Pädiatr in Biasca und Schriftsteller[26][27]
- Daniele Dell’Agnola (* 1976), Dozent SUPSI, Schriftsteller, Musiker, Theaterautor, Politiker (FDP.Die Liberalen), Präsident des Circolo di cultura von Biasca[28]